# Ніколаас Вітсен
Ніколаас Вітсен (нідерл. Nicolaes Witsen; 8 травня 1641 — 10 серпня 1717) — голландський політик, дипломат, письменник і картограф; бургомістр Амстердама з 1682 по 1706 рр. Керував Голландською Остіндською компанією.

## Життєпис
Походив з амстердамського патриціанського роду Вітсенів. Син бургомістра Корнеліса Ян Вітсена і Катарини де Графф Опси. народився 1641 рокув Амстердамі. 1656 року супроводжував батька від час дипломатичної поїздки до Англії. 1658 року починає навчатися в Латинській школі, де вивчає латину, давньогрецьку мову, малювання, поетику.
1662 року переходить до школи Атенеум Ілюстр (майбутній університет), де вивчає філософію, астрономію і математику. 1664 року поступає до Лейденського університету, де вивчає право. В 1664–1665 рр. в якості «шляхтича держави» в складі голландського посольства на чолі із Якобом Борейлем відвідав Московське царство. У 1666—1667 роках подорожував Францією, Німеччиною, Швейцарією, Італією. 1667 року стає членом церковної ради Зюйдеркерк в Амстердамі. 1668 року здійснює поїздку до Оксофордського університету.
1670 року стає членом магістрату Амстердама. Приєднується до партії «оранжистів». Втім спроби отримати посаду судді наштовхуються на спроти партії республіканців. У 1671 році вдруге невдається отримати посаду судді. Того ж року відправляється до Англії. 1672 року підтримує надання повної влади штатгальтеру Вільгельму III Оранському. В цей час починається Третя англо-голландська війна і франко-голландська війна. Того ж року брав участь в обороні Амстердама від французьких військ. 1673 року стає суддею Амстердама, долучається до податкової реформи міста. 1674 року оженився на Катарині Ошп'є. Водночас стає депутатом Амстердама в штатах Голландії (до 1676 року). 1676 року призначено військово-польовим депутатом (комісар в армії а в військовим таборах в Іспанських Нідерландах), де займається переважно контролем над фінансуванням війська. У 1677—1680 роках займається розширенням фортеці Наарден біля Амстердама. Водночас виступає посередником між генеральними Штатами і штатгальтером.
1681 року обирається членом ради сиріт Амстердама. Водночас сприяє звільненню християн-рабів в Алжирі, надає допомогу французьким гугенотам. Займається наглядом за зміцненням греблі на північ від Амстердама, зведенням міських шлюзів і мостів. 1682 року стає бургомістром Амстердама. Водночас продовжує займатися зміцненням гребель в Голландії. 1683 року призначено наглядачем за амстердамськими фінансами. 1684 року стає депутатом Генеральних Штатів. Водночас до 1685 року веде дипломатичні перемовини зі Швецією та Данією. У 1685—1686 роках знову був бургомістром. У 1686 року вдруге стає депутатом Генеральних Штатів і наглядачем за фінансами Амстердама. Разом із тим встановлює листування з колишнем царем Імеретії Арчілом Багратіоні. 1688 року знову обирається бургомістром Амстердама. Водночас допомагав у підготовці до вторгнення Вільгельма III Оранського до Англії. Після успішного походу, внаслідок чого Оранський став королем Англії, Ніколааса Вітсена призначаються посланцем Голландії до Англії. 1689 року бере участь в коронації Вільгельма Оранського. Сприяє постачанню зброю англійському війську, завдяки чому оранжисти здобувають перемогу в Ірландії. Втім відхиляє пропозицію королю надати йому титул барона й повертається до Амстердама.
1690 році знову стає бургомістром Амстердама. Розробляє план розширення нідерландської торгівлі з Персією та Китаєм. 1691 року складає повноваження бургомістра й стає депутатом Генеральних Штатів. 1693 року обирається керуючим Об'єднаної Ост-Індської компанії. Водночас призначається наглядачем за фінансами Амстерадму. 1694 року надав значні кошти, завдяки чому було відновлено голландську кальвіністську церкві у Німецьцій слободі в Москві. 1695 року знову стає бургомістром (до 1696 року). У цей час внаслідок погіршення соціально-економічної ситуації вибухає народне повстання у місті. Будинких багатьох патриціїв пограбовано, окрім будинку Ніколааса Вітсена. 1696 року призначено комісаром служби лоції. Відправляє експедицію на дослідження Південної землі. Водночас сприяє культивуванню на Яві дерев кави. 1697 року стає депутатом Генеральних Штатів. Того ж року приймає московського царя Петра I на чолі Великого посольства. Висувається версія, що цар зупинявся в будинку Вітсена в Гаазі. 1698 року знову стає бургомістром (до 1699 року). Водночас встановлюються дружні стосунки з Францом Лефортом і Федором Головіним.
1700 році обирається депутатом Генеральних Штатів. 1701 році підтрмиує таємне постачання зброї до Московії, незважаючи на офіційний нейтралітет Нідерландів у Великій північній війні. Наприкінці того ж року Ніколаас Вітсен знову стає бургомістром Амстердама (до 1702 року). 1703 року призначено військово-польовим депутатом в умовах участі голландських військ у Війні за іспанську спадщину. Встановлює дружні стосунки з герцогом Мальборо. У 1704 році вкотре обирається бургомістром (до 1705 року). 1706 року стає депутатом Генеральних Штатів. Того ж року приймає прусського короля Фрідріха I. 1707 року призначається наглядачем над фінансами Амстердами та одним з членів управління Об'єднаної Ост-Індської компанії. На цих посадах перебував до самої смерті.
Помер Ніколаас Вітсен 1717 року. Його поховано в церкві в Еґмонт аан дер Гуф — селі на півночі Голландії, де знаходився родовий маєток родини Вітсенів.

## Творчість
Під час подорожі до Московії вів щоденник, в якому склав описи Московії.
1671 року видає книгу «Стародавнє і сучасне суднобудування та їх керування» (нід. Aeloude en Hedendaegsche Scheepsbouw en Bestier). 1674 року відправляє до Англійського королівського товариства трактат про Нову Землю.
Створив в своєму будинку археологічний музей, де знаходилися різні цікаві артифакти, знайдені в курганах і печернах під подорожі Вітсена до Московського царства. також тут знаходилися різні мінерали та самородки.

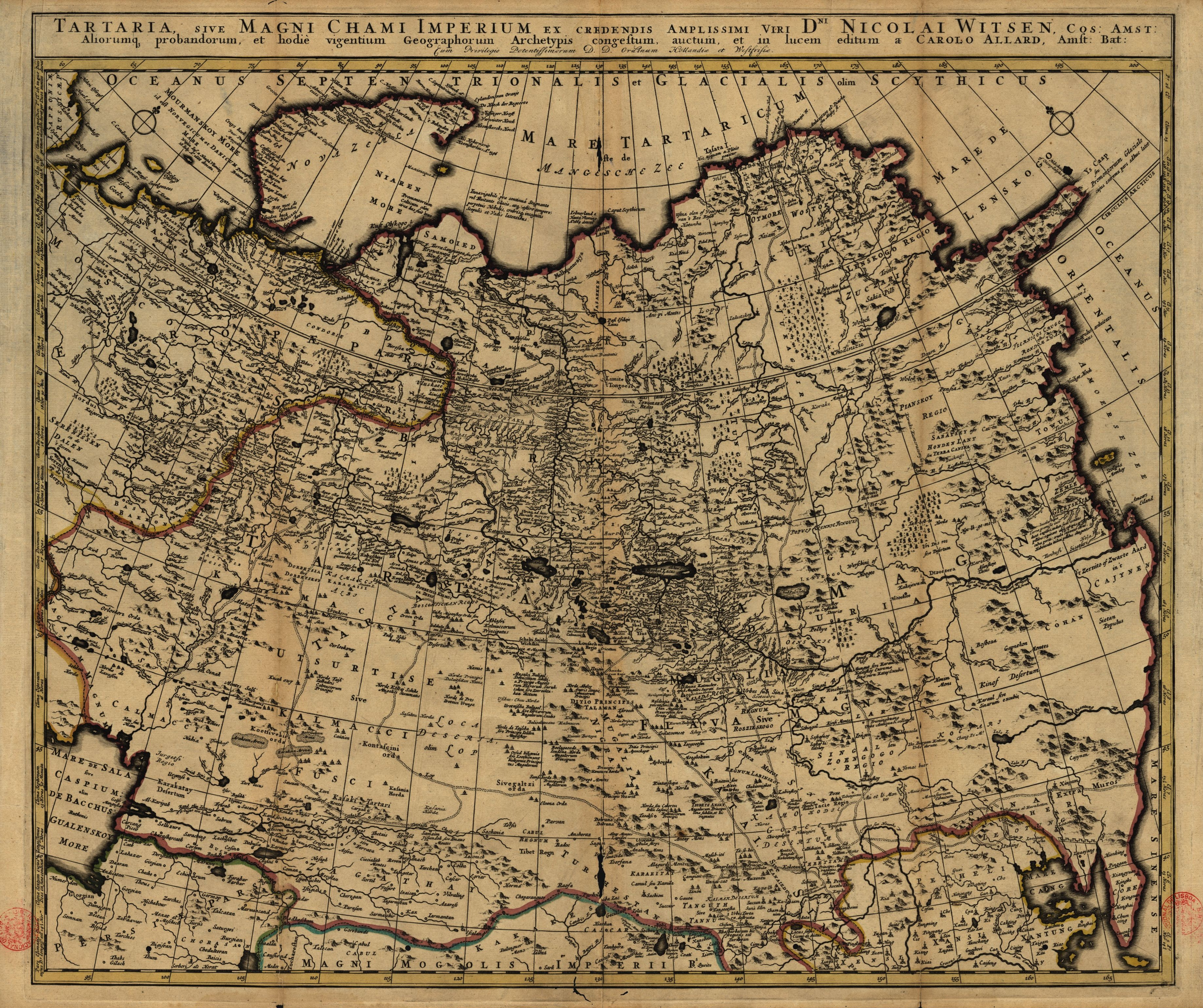
Мапа Тартарії

1687 року склав першу версію мапи Тартарії. В 1692 році видав в Амстердамі свою книгу «Північна та Східна Татарія», де, зокрема, помістив зображення міста-фортеці Перекоп, багато даних про Крим, Кавказ, Центральну Азію та Далекий Схід. 1705 року вийшло друге видання праці.

## Родина
Дружина — Катарина Ошп'є, представниця заможного непатриціанського роду купців.
6 дітей у шлюбі померли при народженні або у дитячому віці.